# Pareiasaurus
Pareiasaurus é um gênero de répteis Anapsida do período Permiano. Foi um típico membro de sua família, os Pareiassauros, que levaram o seu nome a devido a deste gênero.

## Descrição

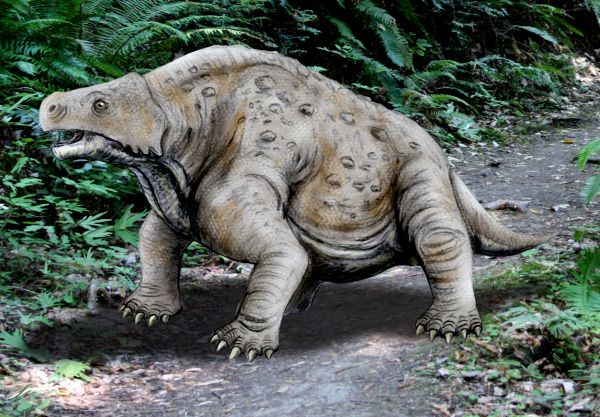
Reconstituição do Pareiasaurus serridens

Pareiasaurus era um grande quadrúpede, com cerca de 2,5 metros de comprimento, com patas de elefante, andava como um tipíco reptiliano. O crânio era largo e o focinho curto. Seu crânio tinha várias saliências como espinhas e verrugas. Dentes em forma de folha, ideal para morder fibras de plantas resistentes, indicam que era um herbívoro. Até mesmo o palato tinha dentes.

## Espécies

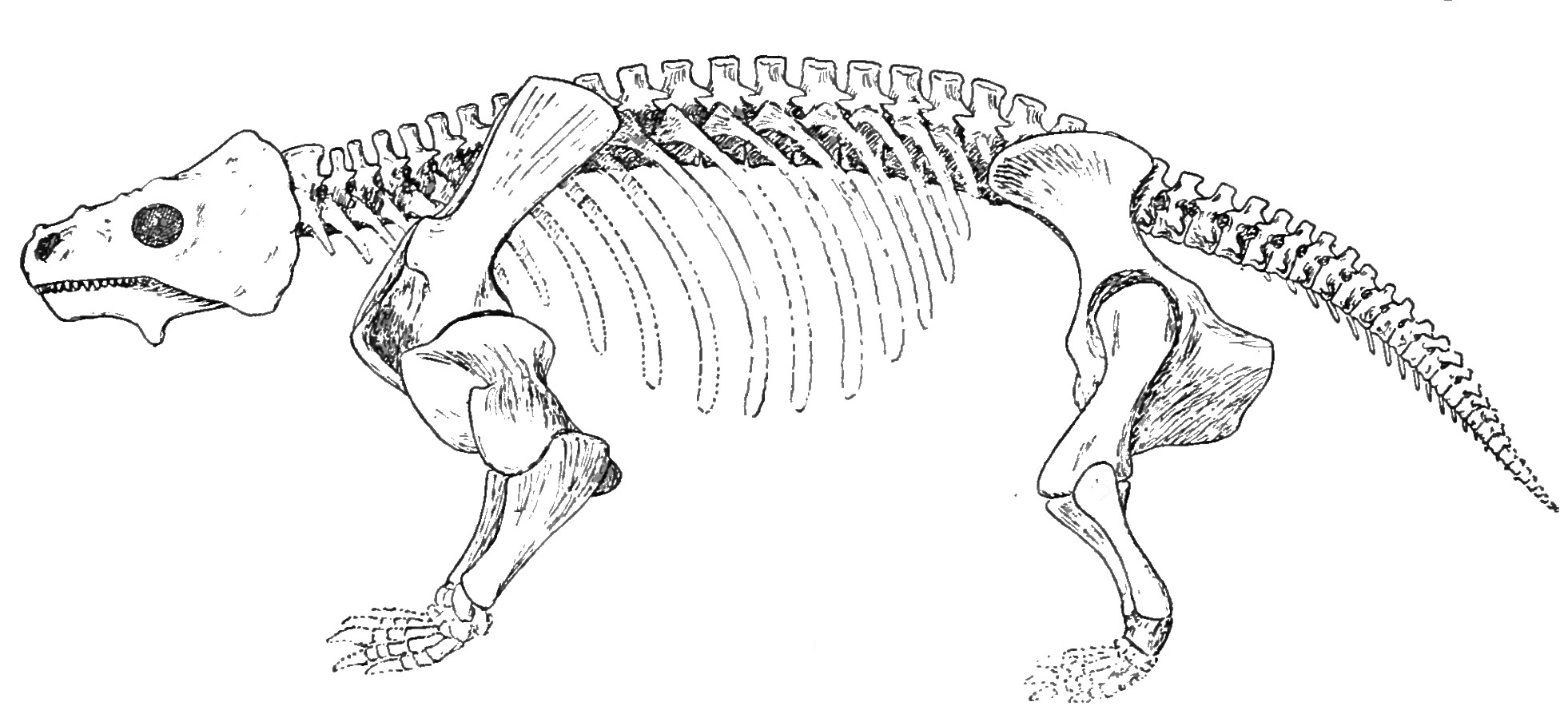
Reconstrução esquelética de um Pareiasaurus

P. nasicornis (Haughton e Boonstra, 1929) foi encontrado na Zona Endothiodon, na bacia do Karoo, África do Sul. Esta forma foi uma dos primeiros representantes do gênero. Ele foi originalmente incluído no gênero Pareiasuchus. O focinho é fortemente blindado e tem um chifre. Os dentes são equipados com 11 (ou possivelmente 13 ou 15) cúspides. Este é um animal de grande porte, o crânio é cerca de 50 cm de comprimento. Esta espécie pode ser ancestral do Pareiasaurus peringueyi.
P. peringueyi (Haughton e Boonstra, 1929) foi encontrado na Zona Cistecephalus, na bacia do Karoo, África do Sul. É representado por um esqueleto quase completo encontrado no Rio Zak, África do Sul. Era um animal de médio porte, o crânio tinha 36 cm de comprimento. Distingue-se especialmente pela região grande no osso jugal inclinado para fora e para a frente, com uma borda inferior com um ângulo de cerca de 120° com a borda do maxilar, e com grandes bochecha e chifres ósseos. Há pelo menos 13 pares de dentes na mandíbula superior, cada um com 13 ou possivelmente 15 cúspides.
P. serridens (Owen, 1876) foi encontrado na Zona Daptocephalus, na bacia do Karoo, África do Sul. Esta é a Espécie-tipo do gênero Pareiasaurus. A armadura era bem desenvolvida. Havia 14 pares de dentes, cada um com 9 a 11 cúspides. O crânio profundo e curto com cerca de 40 cm de comprimento. Observa-se a região do osso jugal estendida (maçãs do rosto).